# Gliese 876 e
Gliese 876 e là một ngoại hành tinh ngoài Hệ Mặt Trời. Đây là ngoại hành tinh Gliese 876 và thuộc Chòm sao Bảo Bình. Được phát hiện vào ngày 23 tháng 6 năm 2020 bằng sử dụng Rivera et at. Với khối lượng ít nhất là 14.6 lần Khối lượng Trái Đất.
Gliese 876 e có khối lượng tương tự như khối lượng Sao Thiên Vương. Khoảng cách từ ngôi sao đến Gliese 876 e là 0.3343 AU gần hơn khoảng cách từ Mặt Trời đến Sao Thủy là 0.4 AU, mất 125 ngày để hoàn thành chu kì quỹ đạo nhanh hơn Sao Kim mất 225 ngày. Hành tinh này quỹ đạo gần tròn tương tự như Trái Đất và độ nghiên quỹ đạo là 59.5.

## Đặc điểm

### Ngôi sao mẹ
Ngôi sao có tên là Gliese 876 có loại quang phổ là M4V Với khối lượng nhỏ hơn Mặt Trời một chút.

### Hệ hành tinh
Ngôi sao có 4 hành tinh quỹ đạo hình khá dẹt đó là Gliese 876 b, c, d và e. Nếu đặt quỹ đạo trong Hệ Mặt Trời, quỹ đạo sẽ bất ổn vào Sao Thủy và Sao Kim.